# 惱爸偏頭痛
《惱爸偏頭痛》（英語：Why Him?）是一部於2016年上映的美國浪漫喜劇片，由約翰·漢柏執導並與伊恩·希佛共同編劇。詹姆斯·法蘭科、布萊恩·克萊斯頓和柔伊·德區主演。故事敘述一名父親不滿心愛女兒的男友，而與對方發生一連串的紛爭。該片於2016年12月23日在美國上映。

## 劇情
愛女心切但又過度護女的老爸奈德，攜家帶眷跑來史丹佛，為探望離家出外打拼的寶貝女兒，但沒想到卻也遇上了他人生最大的夢魘，那就是寶貝女兒的男朋友萊爾德，一位年輕有為、心地善良，但卻不擅社交的矽谷科技新貴。
個性死板又保守的老爸奈德，怎麼看萊爾德，就怎麼不順眼，他認為這個魯莽的男孩，無論如何都配不上自己的掌上明珠。

## 演員
| 演員              | 角色                                 |
| 詹姆斯·法蘭科     | 萊爾德·梅休（Laird Mayhew）          |
| 布萊恩·克萊斯頓   | 奈德·佛萊明（Ned Fleming）           |
| 柔伊·德區         | 史蒂芬妮·佛萊明（Stephanie Fleming） |
| 梅甘·马拉利       | 芭布·佛萊明（Barb Fleming）          |
| 格里芬·格魯克     | 史考帝·佛萊明（Scotty Fleming）      |
| 基根-麥可·奇      | 葛斯塔夫（Gustav）                   |
| 查克·皮爾曼       | 凱文·丁格爾（Kevin Dingle）          |
| 凱西·威爾森       | 彼得曼女士（Missy Pederman）         |
| 安德魯·蘭內斯     | 布萊恩·彼得曼（Blaine Pederman）     |
| 亞當·迪凡         | 泰森·莫戴爾（Tyson Modell）          |
| 史帝夫·青木       | 他自己                               |
| 李察·布萊         | 他自己                               |
| 伊隆·馬斯克       | 他自己                               |
| 吉恩·西蒙斯       | 他自己                               |
| 保羅·史丹利       | 他自己                               |
| 彼得·克里斯       | 他自己                               |
| 克里斯·A·利斯科姆 | 他自己                               |

## 製作

### 拍攝
主体拍摄於2016年2月中旬在洛杉磯開始。

## 發行
二十世紀福斯將電影排於2016年12月25日在美國上映，原本的上映日為2016年11月11日。而該檔期則改由2016年9月30日的《怪奇孤兒院》頂替。
後來，又改至2016年12月23日在美國上映。

### 評價
爛番茄基於156條評論，新鮮度39%，平均評分5／10。Metacritic獲得39分，整體評價不佳。據CinemaScore調查，觀眾的評價在A+至F間落於「B+」。

### 票房
《惱爸偏頭痛》估計能在首映週末從2800間戲院中，獲得1000萬至1400萬美元的票房收入。首週末四天累計1670萬美元，位居當週第四。
| 上一届： 《長城》 | 2017年香港週末票房冠軍 第3週 | 下一届： 《限制級戰警：重返極限》 |

## 外部連結
- 官方网站
- 互联网电影数据库（IMDb）上《惱爸偏頭痛》的资料（英文）
- Box Office Mojo上《惱爸偏頭痛》的資料（英文）
- Metacritic上《惱爸偏頭痛》的資料（英文）
- 爛番茄上《惱爸偏頭痛》的資料（英文）
- AllMovie上《惱爸偏頭痛》的资料（英文）
- 開眼電影網上《惱爸偏頭痛》的資料（繁體中文）
- Yahoo奇摩電影上《惱爸偏頭痛》的資料（繁體中文）
- 雅虎香港電影上《惱爸偏頭痛》的資料（繁體中文）
- 时光网上《惱爸偏頭痛》的資料（简体中文）
- 豆瓣电影上《惱爸偏頭痛》的資料 （简体中文）